# استار فلایر
استار فلایر (به انگلیسی: Star Flyer) یک کشتی است که طول آن ۱۱۱٫۵۷ متر (۳۶۶ فوت ۱ اینچ) می‌باشد. این کشتی در سال ۱۹۹۱ ساخته شد.